# Bulbinella cauda-felis
Bulbinella cauda-felis är en grästrädsväxtart som först beskrevs av Carl von Linné d.y., och fick sitt nu gällande namn av Théophile Alexis Durand och Schinz. Bulbinella cauda-felis ingår i släktet Bulbinella och familjen grästrädsväxter. Inga underarter finns listade i Catalogue of Life.

## Bildgalleri

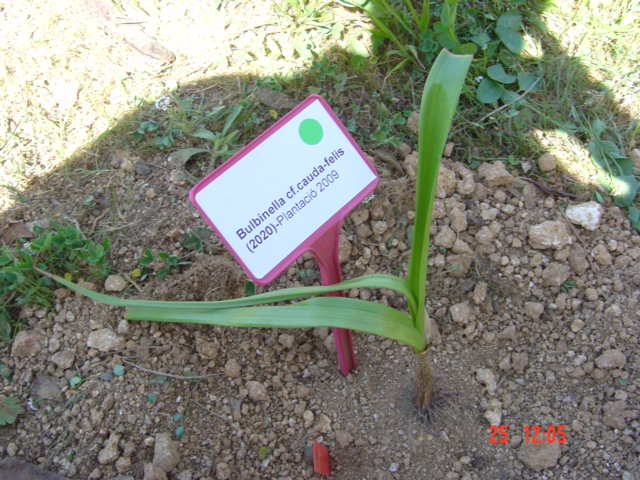